# Sigurbergur Sveinsson
Sigurbergur Sveinsson (Hafnarfjörður, 12 de agosto de 1987) es un jugador de balonmano islandés que juega de lateral izquierdo en el IBV Vestmannaeyja islandés. Es internacional con la Selección de balonmano de Islandia.

## Clubes
- Haukar ( -2010)
- DHC Reinland (2010)
- TSV Hannover-Burgdorf (2010-2011)
- 1879 Basel (2011-2012)
- Haukar (2012-2014)
- HC Erlangen (2014-2015)
- Team Tvis Holstebro (2015-2016)
- IBV Vestmannaeyja (2016- )